# Marian Babirecki
Marian Babirecki, född 18 januari 1933 i Ternopil i Polen (idag beläget i Ukraina), död 5 juni 1980 i Havanna i Kuba, var en polsk fälttävlansryttare.

## placeringar
- 1:a Europamästerskapen i fälttävlan 1965 i Moskva, Sovjetunionen på Volt[2]